# XIVe législature de la Troisième République française
La XIVe législature de la Troisième République française est un cycle parlementaire qui s'ouvre le 1er juin 1928 et se termine le 31 mai 1932. Le président de la Chambre des députés pour la législature est Fernand Bouisson.

## Composition de l'exécutif
- Président de la République :
  - Gaston Doumergue (13 juin 1924 - 13 juin 1931)
  - Paul Doumer (13 juin 1931 - 7 mai 1932)

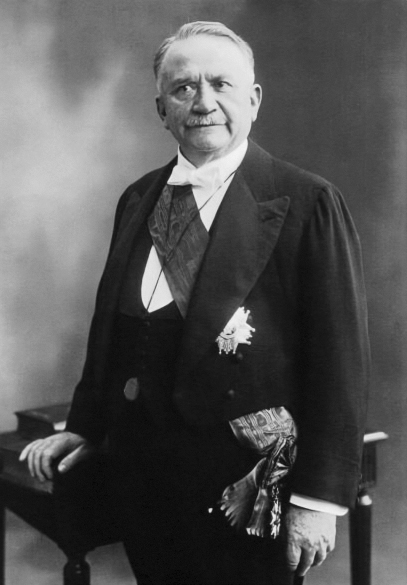
Gaston Doumergue
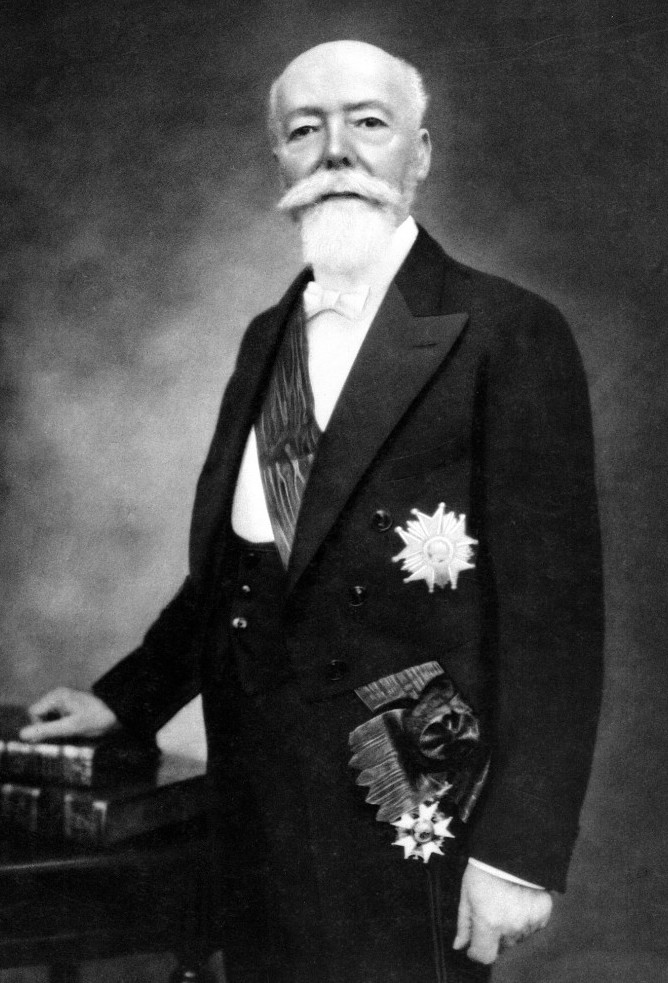
Paul Doumer

- Président de la Chambre des députés :
  - Fernand Bouisson (1er juin 1928 - 31 mai 1932)

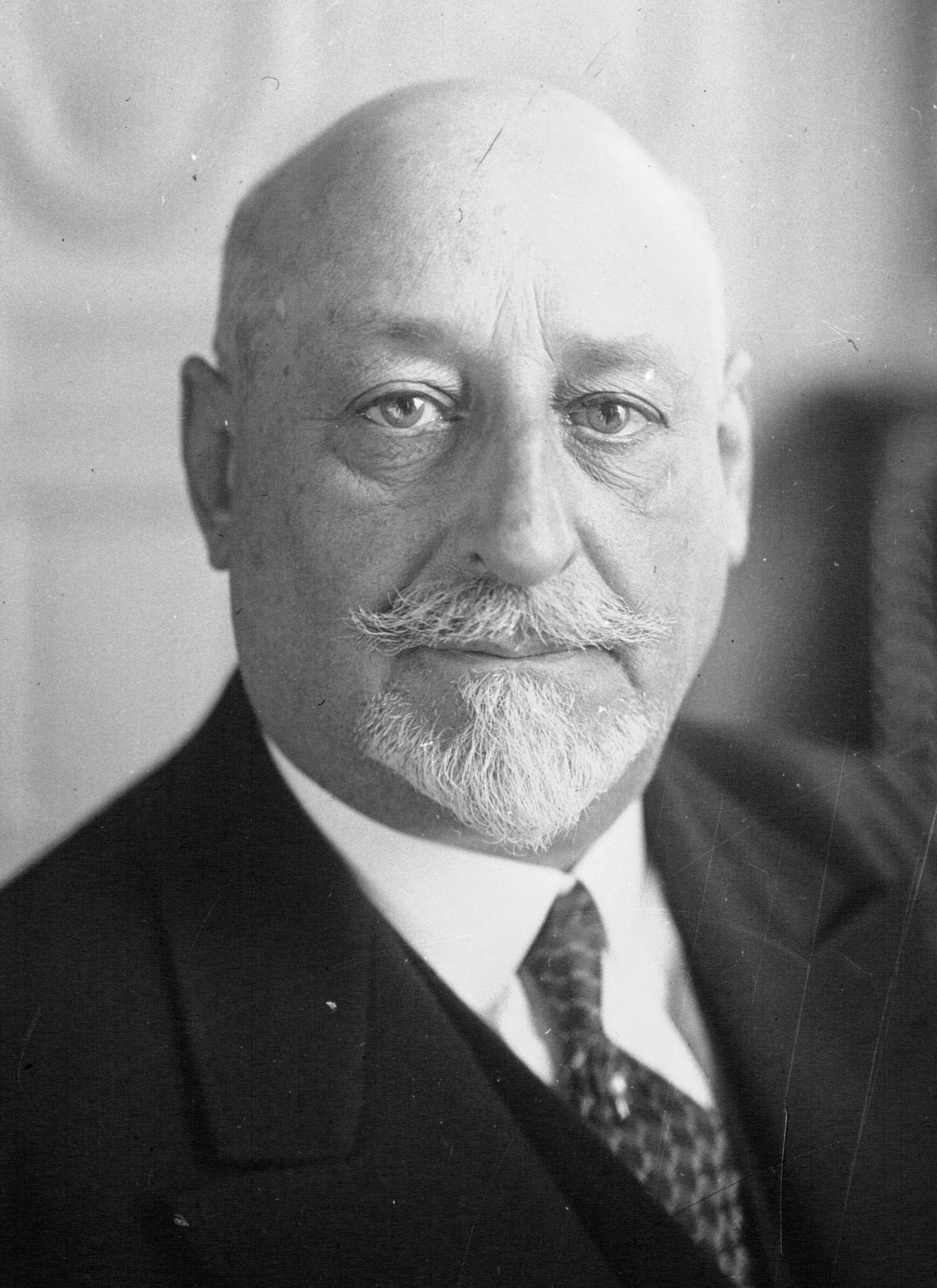
Fernand Bouisson

### Gouvernements successifs
| Gouvernement | Gouvernement      | Gouvernement                       | Dates (Durée)                                               | Coalition                                             | Président du Conseil      | Composition initiale                    |
| ------------ | ----------------- | ---------------------------------- | ----------------------------------------------------------- | ----------------------------------------------------- | ------------------------- | --------------------------------------- |
| 1            | Raymond Poincaré  | Gouvernement Raymond Poincaré (5)  | du 11 novembre 1928 au 26 juillet 1929 (8 mois et 15 jours) | Union nationale (AD, PRS, RI, FR, PRRRS diss.)        | Raymond Poincaré (AD)     | 14 ministres 4 sous-secrétaires d'État  |
| 2            | Aristide Briand   | Gouvernement Aristide Briand (11)  | du 29 juillet 1929 au 22 octobre 1929 (2 mois et 23 jours)  | Union nationale (AD, PRS, RI, FR, PRRRS diss.)        | Aristide Briand (PRS)     | 14 ministres 4 sous-secrétaires d'État  |
| 3            | André Tardieu     | Gouvernement André Tardieu (1)     | du 3 novembre 1929 au 17 février 1930 (3 mois et 14 jours)  | Union nationale (AD, PRS, RI, FR, PRRRS diss.)        | André Tardieu (AD)        | 16 ministres 11 sous-secrétaires d'État |
| 4            | Camille Chautemps | Gouvernement Camille Chautemps (1) | du 21 février 1930 au 25 février 1930 (4 jours)             | Concentration républicaine (PRRRS, AD, PRS, RI)       | Camille Chautemps (PRRRS) | 17 ministres 11 sous-secrétaires d'État |
| 5            | André Tardieu     | Gouvernement André Tardieu (2)     | du 2 mars 1930 au 4 décembre 1930 (9 mois et 2 jours)       | Union nationale (AD, PRS, RI, FR, PRRRS diss.)        | André Tardieu (AD)        | 18 ministres 15 sous-secrétaires d'État |
| 6            | Théodore Steeg    | Gouvernement Théodore Steeg        | du 13 décembre 1930 au 22 janvier 1931 (1 mois et 9 jours)  | Concentration républicaine (PRRRS, PRS, RI, AD diss.) | Théodore Steeg (PRRRS)    | 17 ministres 12 sous-secrétaires d'État |
| 7            | Pierre Laval      | Gouvernement Pierre Laval (1)      | du 27 janvier 1931 au 13 juin 1931 (4 mois et 17 jours)     | Union nationale (AD, PRS, RI, FR, PDP, PRRRS diss.)   | Pierre Laval (DVD)        | 18 ministres 12 sous-secrétaires d'État |
| 7            | Pierre Laval      | Gouvernement Pierre Laval (2)      | du 13 juin 1931 au 12 janvier 1932 (6 mois et 30 jours)     | Union nationale (AD, PRS, RI, FR, PDP, PRRRS diss.)   | Pierre Laval (DVD)        | 18 ministres 12 sous-secrétaires d'État |
| 7            | Pierre Laval      | Gouvernement Pierre Laval (3)      | du 12 janvier 1932 au 6 février 1932 (25 jours)             | Union nationale (AD, PRS, RI, FR, PDP, PRRRS diss.)   | Pierre Laval (DVD)        | 18 ministres 10 sous-secrétaires d'État |
| 8            | André Tardieu     | Gouvernement André Tardieu (3)     | du 20 février 1932 au 3 juin 1932 (3 mois et 14 jours)      | Centre-droit (AD, RI, FR, PDP)                        | André Tardieu (AD)        | 13 ministres 7 sous-secrétaires d'État  |

## Composition de la Chambre des députés
|                                    |                                    |                                                     |         |
| Groupe parlementaire               | Groupe parlementaire               | Groupe parlementaire                                | Députés |
| Groupe parlementaire               | Groupe parlementaire               | Groupe parlementaire                                | Total   |
|                                    | RRRS                               | Républicain radical et radical-socialiste           | 125     |
|                                    | URD                                | Union républicaine et démocratique                  | 102     |
|                                    | PS                                 | Parti socialiste                                    | 100     |
|                                    | RG                                 | Républicains de gauche                              | 64      |
|                                    | GR                                 | Gauche radicale                                     | 53      |
|                                    | ADS                                | Action démocratique et sociale                      | 29      |
|                                    | DP                                 | Démocrate populaire                                 | 19      |
|                                    | GUS                                | Gauche unioniste et sociale                         | 18      |
|                                    | RS                                 | Républicain socialiste                              | 18      |
|                                    | IG                                 | Indépendants de gauche                              | 15      |
|                                    | PRSSF                              | Parti républicain-socialiste et socialiste français | 13      |
|                                    | COM                                | Communiste                                          | 12      |
|                                    |                                    |                                                     |         |
| Total de députés membre de groupes | Total de députés membre de groupes | Total de députés membre de groupes                  | 568     |
|                                    | Députés indépendants               | Députés indépendants                                | 38      |
|                                    |                                    |                                                     |         |
| Total des sièges pourvus           | Total des sièges pourvus           | Total des sièges pourvus                            | 606     |

## Annexe